# Kopapa reo maori
Le kopapa reo maori (API : /koːpapa reo maːori/) ou « commission à la langue maori » fut fondé en 2003 à la suite du « reo maori act ». Il est l'organisme chargé de la mise à jour et de la standardisation du maori des îles Cook au niveau orthographique, des néologismes... Ses membres sont selon la loi au nombre de 5 et nommés par le Ministre de la culture des îles Cook. Il s'agit : 
- du secrétaire général du Ministère de la Culture ou d'une personne nommée par celui-ci ;
- du secrétaire général du Ministère de l'Education ou d'une personne nommée par celui-ci ;
- d'une personne recommandée par le Conseil des Ariki. Il s'agit de Tamatoa Purua Ariki, l'un des quatre chefs d'Aitutaki ;
- d'une personne que le Ministère de la Culture jugera compétente pour représenter les intérêts des femmes ;
- d'une personne que le Ministère de la Culture jugera compétente pour représenter les intérêts de la jeunesse.